# Noorse voetbalbeker
De Beker van Noorwegen of NorgesMesterskapet i fotboll is het nationale voetbalbekertoernooi dat door de Noorse voetbalbond (|NFF) wordt georganiseerd.
Er wordt sinds 1902 om de beker gestreden. Tegenwoordig is NM SAS Braathens Cup de officiële naam voor de Noorse beker. De winnaar plaatst zich voor de UEFA Conference League (voorheen voor de Europacup II, UEFA Cup en UEFA Europa League).

## Finales
| Jaar | Kampioen                                         | Uitslag                                          | Finalist                                         | Scheidsrechter                                   | Stadion                                          | Tsch.                                            |
| --- | ------------------------------------------------ | ------------------------------------------------ | ------------------------------------------------ | ------------------------------------------------ | ------------------------------------------------ | ------------------------------------------------ |
| 1902 | Grane                                            | 2 – 0                                            | Odds BK                                          | Bredo Larsen                                     | Gamle Frognerstadion, Kristiania                 |                                                  |
| 1903 | Odds BK                                          | 1 – 0                                            | Grane                                            | Finn Hagemann                                    | Gamle Frognerstadion, Kristiania                 |                                                  |
| 1904 | Odds BK                                          | 4 – 0                                            | Porsgrunds FC                                    | Thomas Wiborg                                    | Skien Sportsplassen, Skien                       | 800                                              |
| 1905 | Odds BK                                          | 2 – 1                                            | Akademisk FK                                     | Arthur Nordlie                                   | Gamle Frognerstadion, Kristiania                 | 3.000                                            |
| 1906 | Odds BK                                          | 1 – 0                                            | Sarpsborg FK                                     | Sverre Strand                                    | Gamle Frognerstadion, Kristiania                 |                                                  |
| 1907 | SFK Mercantile                                   | 3 – 0                                            | Sarpsborg FK                                     | August Heiberg Kahrs                             | Nedre Frednes, Porsgrunn                         | 4.000                                            |
| 1908 | SFK Lyn                                          | 3 – 2                                            | Odds BK                                          | Charles Stanley Davis                            | Gamle Frognerstadion, Kristiania                 |                                                  |
| 1909 * | SFK Lyn                                          | 4 – 3 nv                                         | Odds BK                                          | Christian Wiese                                  | Gamle Frognerstadion, Kristiania                 | 4.000                                            |
| * Odds BK weigerde verder te spelen na een vermeend buitenspeldoelpunt waarna de Noorse voetbalbond besloot de tweede helft plus de extra tijd te laten overspelen onder leiding van een andere scheidsrechter (Thorvald Torgersen) |                                                  |                                                  |                                                  |                                                  |                                                  |                                                  |
| 1910 | SFK Lyn                                          | 4 – 2                                            | Odds BK                                          | Theodor Hansen                                   | Gamle Frognerstadion, Kristiania                 | 5.000                                            |
| 1911 | SFK Lyn                                          | 5 – 2                                            | Urædds FK                                        | Ruben Gelbord                                    | Gamle Frognerstadion, Kristiania                 | 5.000                                            |
| 1912 | SFK Mercantile                                   | 6 – 0                                            | Fram Larvik                                      | Tryggve Lund                                     | Gamle Frognerstadion, Kristiania                 | 2.000                                            |
| 1913 | Odds BK                                          | 2 – 1                                            | SFK Mercantile                                   | Ruben Gelbord                                    | Urædd stadion, Porsgrunn                         | 10.000                                           |
| 1914 | Frigg Oslo FK                                    | 4 – 2                                            | Gjøvik-Lyn                                       | Daniel Eie                                       | Frognerstadion, Kristiania                       | 10.000                                           |
| 1915 | Odds BK                                          | 2 – 1                                            | Kvik Fredrikshald                                | Peder Christian Andersen                         | Sarpsborg stadion, Sarpsborg                     | 6.000                                            |
| 1916 | Frigg Oslo FK                                    | 2 – 0                                            | Ørn FK                                           | Peder Christian Andersen                         | Skøitebanen, Trondheim                           | 4.000                                            |
| 1917 | Sarpsborg FK                                     | 4 – 1                                            | SK Brann                                         | Arne Wendelborg                                  | Stavanger stadion, Stavanger                     | 10.000                                           |
| 1918 | Kvik Fredrikshald                                | 4 – 0                                            | SK Brann                                         | Ragnvald Smedvik                                 | Marienlyst stadion, Drammen                      | 12.000                                           |
| 1919 | Odds BK                                          | 1 – 0                                            | Frigg Oslo FK                                    | Peder Christian Andersen                         | Fram sportsplass, Larvik                         | 10.000                                           |
| 1920 | Ørn FK                                           | 1 – 0                                            | Frigg Oslo FK                                    | Fredrik Schieldrop                               | Vestre Holmen, Kristiania                        | 14.000                                           |
| 1921 | Frigg Oslo FK                                    | 2 – 0                                            | Odds BK                                          | Alf Lagesen                                      | Vestre Holmen, Kristiania                        | 20.000                                           |
| 1922 | Odds BK                                          | 5 – 1                                            | Kvik Fredrikshald                                | Thorvald Johnsen                                 | Brannstadion, Bergen                             | 8.000                                            |
| 1923 | SK Brann                                         | 2 – 1                                            | SFK Lyn                                          | Karl Aug. Andersen                               | Odds gressbane, Skien                            | 8.000                                            |
| 1924 | Odds BK                                          | 3 – 0                                            | Mjøndalen IF                                     | Trygve Høgbergh                                  | Sorgenfri gressbane, Trondheim                   | 7.000                                            |
| 1925 | SK Brann                                         | 3 – 0                                            | Sarpsborg FK                                     | Fridtjof Johansen                                | Fredrikstadstadion, Fredrikstad                  | 10.000                                           |
| 1926 | Odds BK                                          | 3 – 0                                            | Ørn FK                                           | Finn Grefberg                                    | Ullevaal, Oslo                                   | 16.000                                           |
| 1927 | Ørn FK                                           | 4 – 0                                            | SBK Drafn                                        | Fritz Lütcherath                                 | Sandefjord stadion, Sandefjord                   | 3.000                                            |
| 1928 | Ørn FK                                           | 2 – 1                                            | SFK Lyn                                          | Paulus Nilsen                                    | Halden stadion, Halden                           | 6.717                                            |
| 1929 | Sarpsborg FK                                     | 2 – 1 nv                                         | Ørn FK                                           | Thoralf Kristiansen                              | Stavanger stadion, Stavanger                     | 13.000                                           |
| 1930 | Ørn FK                                           | 4 – 2                                            | Drammens BK                                      | Reidar Randers-Johansen                          | Brannstadion, Bergen                             | 6.000                                            |
| 1931 | Odds BK                                          | 3 – 1                                            | Mjøndalen IF                                     | Bjarne H. Bech                                   | Lovisenlund idrettsplass, Larvik                 | 13.000                                           |
| 1932 | Fredrikstad FK                                   | 6 – 1                                            | Ørn FK                                           | Oscar Arvid Carlsen                              | Marienlyst stadion, Drammen                      | 17.000                                           |
| 1933 | Mjøndalen IF                                     | 3 – 1                                            | Viking FK                                        | Eivind Johansen                                  | Ullevaal, Oslo                                   | 23.000                                           |
| 1934 | Mjøndalen IF                                     | 2 – 1 nv                                         | Sarpsborg FK                                     | Kolbjørn Dæhlen                                  | Sorgenfri gressbane, Trondheim                   | 8.000                                            |
| 1935 | Fredrikstad FK                                   | 4 – 0                                            | Sarpsborg FK                                     | Thoralf Christiansen                             | Sarpsborg stadion, Sarpsborg                     | 15.200                                           |
| 1936 | Fredrikstad FK                                   | 2 – 0                                            | Mjøndalen IF                                     | Kåre Gunnar Kinn                                 | Ullevaal, Oslo                                   | 20.000                                           |
| 1937 | Mjøndalen IF                                     | 4 – 2                                            | Odds BK                                          | Alf Simensen                                     | Urædd stadion, Porsgrunn                         | 17.000                                           |
| 1938 | Fredrikstad FK                                   | 3 – 2 nv                                         | Mjøndalen IF                                     | Finn Amundsen                                    | Briskeby gressbane, Hamar                        | 14.500                                           |
| 1939 | Sarpsborg FK                                     | 2 – 1                                            | Skeid Fotball                                    | Gullik Hagajore                                  | Tønsberg gressbane, Tønsberg                     | 8.000                                            |
| 1940 | Fredrikstad FK                                   | 3 – 0                                            | Skeid Fotball                                    | Thorleiv Nordbø                                  | Ullevaal, Oslo                                   | 30.000                                           |
| 1945 | SFK Lyn                                          | 1 – 1 nv                                         | Fredrikstad FK                                   | Haakon Engebretsen                               | Ullevaal, Oslo                                   | 34.162                                           |
| 1945 | SFK Lyn                                          | 1 – 1 nv                                         | Fredrikstad FK                                   | Edvin Pedersen                                   | Sarpsborg Stadion, Sarpsborg                     | 18.000                                           |
| 1945 | SFK Lyn                                          | 4 – 0                                            | Fredrikstad FK                                   | Nils Gundersen                                   | Bislett stadion, Oslo                            | 31.412                                           |
| 1946 | SFK Lyn                                          | 3 – 2 nv                                         | Fredrikstad FK                                   | Sverre Hermansen                                 | Ullevaal, Oslo                                   | 35.000                                           |
| 1947 | Skeid Fotball                                    | 2 – 0                                            | Viking FK                                        | Bjarne Halvorsen                                 | Brannstadion, Bergen                             | 25.000                                           |
| 1948 | Sarpsborg FK                                     | 1 – 0                                            | Fredrikstad FK                                   | Johan Narvestad                                  | Ullevaal, Oslo                                   | 35.000                                           |
| 1949 | Sarpsborg FK                                     | 3 – 1                                            | Skeid Fotball                                    | Svend J. Svendsen                                | Ullevaal, Oslo                                   | 36.000                                           |
| 1950 | Fredrikstad FK                                   | 3 – 0                                            | SK Brann                                         | Josef Larsen                                     | Ullevaal, Oslo                                   | 35.367                                           |
| 1951 | Sarpsborg FK                                     | 3 – 2 nv                                         | Asker Fotball                                    | Folke Bålstad                                    | Ullevaal, Oslo                                   | 30.639                                           |
| 1952 | IL Sparta                                        | 3 – 2                                            | Solberg SK                                       | Helge Ladim                                      | Ullevaal, Oslo                                   | 30.639                                           |
| 1953 | Viking FK                                        | 2 – 1                                            | Lillestrøm SK                                    | Øivind Helgesen                                  | Ullevaal, Oslo                                   | 31.102                                           |
| 1954 | Skeid Fotball                                    | 3 – 0                                            | Fredrikstad FK                                   | Finn Å. Bråthen                                  | Ullevaal, Oslo                                   | 34.794                                           |
| 1955 | Skeid Fotball                                    | 5 – 0                                            | Lillestrøm SK                                    | Henry Klausen                                    | Ullevaal, Oslo                                   | 33.825                                           |
| 1956 | Skeid Fotball                                    | 2 – 0                                            | Larvik TIF                                       | Gunnar Andersen                                  | Ullevaal, Oslo                                   | 33.444                                           |
| 1957 | Fredrikstad FK                                   | 4 – 0                                            | Sandefjord BK                                    | Leif Gulliksen                                   | Ullevaal, Oslo                                   | 33.073                                           |
| 1958 | Skeid Fotball                                    | 1 – 0                                            | Lillestrøm SK                                    | Birger Nilsen                                    | Ullevaal, Oslo                                   | 32.579                                           |
| 1959 | Viking FK                                        | 3 – 1                                            | Sandefjord BK                                    | Trygve Dahlgren                                  | Ullevaal, Oslo                                   | 28.195                                           |
| 1960 | Rosenborg BK                                     | 3 – 3 nv                                         | Odds BK                                          | Harald Heltberg                                  | Ullevaal, Oslo                                   | 31.135                                           |
| 1960 | Rosenborg BK                                     | 3 – 2                                            | Odds BK                                          | Arnold Nilsen                                    | Ullevaal, Oslo                                   | 29.743                                           |
| 1961 | Fredrikstad FK                                   | 7 – 0                                            | SK Haugar                                        | Bjørn Borgersen                                  | Ullevaal, Oslo                                   | 30.273                                           |
| 1962 | Gjøvik-Lyn                                       | 2 – 0                                            | SK Vard                                          | Georg Dragvoll                                   | Ullevaal, Oslo                                   | 31.157                                           |
| 1963 | Skeid Fotball                                    | 2 – 0 nv                                         | Fredrikstad FK                                   | Kåre Furulund                                    | Ullevaal, Oslo                                   | 31.444                                           |
| 1964 | Rosenborg BK                                     | 2 – 1                                            | Sarpsborg FK                                     | Johan Riseth                                     | Ullevaal, Oslo                                   | 24.665                                           |
| 1965 | Skeid Fotball                                    | 2 – 2 nv                                         | Frigg Oslo FK                                    | Finn Bolstad                                     | Ullevaal, Oslo                                   | 18.821                                           |
| 1965 | Skeid Fotball                                    | 1 – 1 nv                                         | Frigg Oslo FK                                    | Rolf Hansen                                      | Ullevaal, Oslo                                   | 8.826                                            |
| 1965 | Skeid Fotball                                    | 2 – 1                                            | Frigg Oslo FK                                    | Sverre Eugen Olsen                               | Ullevaal, Oslo                                   | 8.990                                            |
| 1966 | Fredrikstad FK                                   | 3 – 2                                            | SFK Lyn                                          | Hans Granlund                                    | Ullevaal, Oslo                                   | 30.335                                           |
| 1967 | SFK Lyn                                          | 4 – 1                                            | Rosenborg BK                                     | Ivar Hornslien                                   | Ullevaal, Oslo                                   | 27.389                                           |
| 1968 | SFK Lyn                                          | 3 – 0                                            | Mjøndalen IF                                     | Henry Øberg                                      | Ullevaal, Oslo                                   | 21.101                                           |
| 1969 | Strømsgodset IF                                  | 2 – 2 nv                                         | Fredrikstad FK                                   | Rolf H. Andersen                                 | Ullevaal, Oslo                                   | 27.529                                           |
| 1969 | Strømsgodset IF                                  | 5 – 3                                            | Fredrikstad FK                                   | Kåre Sirevaag                                    | Ullevaal, Oslo                                   | 24.022                                           |
| 1970 | Strømsgodset IF                                  | 4 – 2                                            | SFK Lyn                                          | Einar Røed                                       | Ullevaal, Oslo                                   | 25.744                                           |
| 1971 | Rosenborg BK                                     | 4 – 1                                            | Fredrikstad FK                                   | Rolf Nyhus                                       | Ullevaal, Oslo                                   | 25.180                                           |
| 1972 | SK Brann                                         | 1 – 0                                            | Rosenborg BK                                     | Kjell Wahlen                                     | Ullevaal, Oslo                                   | 17.700                                           |
| 1973 | Strømsgodset IF                                  | 1 – 0                                            | Rosenborg BK                                     | Svein-Inge Thime                                 | Ullevaal, Oslo                                   | 23.209                                           |
| 1974 | Skeid Fotball                                    | 3 – 1                                            | Viking FK                                        | Egil Bergstad                                    | Ullevaal, Oslo                                   | 14.276                                           |
| 1975 | FK Bodø/Glimt                                    | 2 – 0                                            | SK Vard                                          | Kaare Lindboe                                    | Ullevaal, Oslo                                   | 24.778                                           |
| 1976 | SK Brann                                         | 2 – 1                                            | Sogndal Fotball                                  | Odd Johannessen                                  | Ullevaal, Oslo                                   | 22.834                                           |
| 1977 | Lillestrøm SK                                    | 1 – 0                                            | FK Bodø/Glimt                                    | Rolf Haugen                                      | Ullevaal, Oslo                                   | 22.648                                           |
| 1978 | Lillestrøm SK                                    | 2 – 1                                            | SK Brann                                         | Reidar Bjørnestad                                | Ullevaal, Oslo                                   | 23.534                                           |
| 1979 | Viking FK                                        | 2 – 1                                            | SK Haugar                                        | Ivar Fredriksen                                  | Ullevaal, Oslo                                   | 25.000                                           |
| 1980 | Vålerenga IF                                     | 4 – 1                                            | Lillestrøm SK                                    | Einar Halle                                      | Ullevaal, Oslo                                   | 23.000                                           |
| 1981 | Lillestrøm SK                                    | 3 – 1                                            | Moss FK                                          | Jan Erik Olsen                                   | Ullevaal, Oslo                                   | 22.895                                           |
| 1982 | SK Brann                                         | 3 – 2                                            | Molde FK                                         | Torbjørn Aass                                    | Ullevaal, Oslo                                   | 24.000                                           |
| 1983 | Moss FK                                          | 2 – 0                                            | Vålerenga IF                                     | Thorodd Presberg                                 | Ullevaal, Oslo                                   | 23.000                                           |
| 1984 | Fredrikstad FK                                   | 3 – 3 nv                                         | Viking FK                                        | Per Arne Larsgård                                | Ullevaal, Oslo                                   | 23.668                                           |
| 1984 | Fredrikstad FK                                   | 3 – 2                                            | Viking FK                                        | Einar Halle                                      | Ullevaal, Oslo                                   | 15.993                                           |
| 1985 | Lillestrøm SK                                    | 4 – 1                                            | Vålerenga IF                                     | Tore Hollung                                     | Ullevaal, Oslo                                   | 18.500                                           |
| 1986 | Tromsø IL                                        | 4 – 1                                            | Lillestrøm SK                                    | Egil Nervik                                      | Ullevaal, Oslo                                   | 22.000                                           |
| 1987 | Bryne FK                                         | 1 – 0 nv                                         | SK Brann                                         | Kjell Nordby                                     | Ullevaal, Oslo                                   | 23.080                                           |
| 1988 | Rosenborg BK                                     | 2 – 2 nv                                         | SK Brann                                         | Bjørn Kronborg                                   | Ullevaal, Oslo                                   | 23.500                                           |
| 1988 | Rosenborg BK                                     | 2 – 0                                            | SK Brann                                         | Thorodd Presberg                                 | Ullevaal, Oslo                                   | 23.700                                           |
| 1989 | Viking FK                                        | 2 – 2 nv                                         | Molde FK                                         | Rune Pedersen                                    | Ullevaal, Oslo                                   | 23.000                                           |
| 1989 | Viking FK                                        | 2 – 1                                            | Molde FK                                         | Egil Nervik                                      | Ullevaal, Oslo                                   | 9.856                                            |
| 1990 | Rosenborg BK                                     | 5 – 1                                            | Fyllingen Fotball                                | Arild Haugstad                                   | Ullevaal, Oslo                                   | 30.000                                           |
| 1991 | Strømsgodset IF                                  | 3 – 2                                            | Rosenborg BK                                     | Roy Helge Olsen                                  | Ullevaal, Oslo                                   | 27.240                                           |
| 1992 | Rosenborg BK                                     | 3 – 2                                            | Lillestrøm SK                                    | Rune Pedersen                                    | Ullevaal, Oslo                                   | 28.217                                           |
| 1993 | FK Bodø/Glimt                                    | 2 – 0                                            | Strømsgodset IF                                  | Sven Kjelbrott                                   | Ullevaal, Oslo                                   | 26.315                                           |
| 1994 | Molde FK                                         | 3 – 2                                            | FK Lyn                                           | Terje Singsaas                                   | Ullevaal, Oslo                                   | 24.524                                           |
| 1995 | Rosenborg BK                                     | 1 – 1 nv                                         | SK Brann                                         | Jon Skjervold                                    | Ullevaal, Oslo                                   | 27.561                                           |
| 1995 | Rosenborg BK                                     | 3 – 1                                            | SK Brann                                         | Rune Pedersen                                    | Ullevaal, Oslo                                   | 20.076                                           |
| 1996 | Tromsø IL                                        | 2 – 1                                            | FK Bodø/Glimt                                    | Terje Hauge                                      | Ullevaal, Oslo                                   | 22.683                                           |
| 1997 | Vålerenga IF                                     | 4 – 2                                            | Strømsgodset IF                                  | Roy Helge Olsen                                  | Ullevaal, Oslo                                   | 22.678                                           |
| 1998 | Stabæk Fotball                                   | 3 – 1 nv                                         | Rosenborg BK                                     | Rune Pedersen                                    | Ullevaal, Oslo                                   | 23.251                                           |
| 1999 | Rosenborg BK                                     | 2 – 0                                            | SK Brann                                         | Tom Henning Øvrebø                               | Ullevaal, Oslo                                   | 25.296                                           |
| 2000 | Odd Grenland                                     | 2 – 1 nv                                         | Viking FK                                        | Frode Kvam                                       | Ullevaal, Oslo                                   | 24.864                                           |
| 2001 | Viking FK                                        | 3 – 0                                            | Bryne FK                                         | Kjell Alseth                                     | Ullevaal, Oslo                                   | 25.823                                           |
| 2002 | Vålerenga IF                                     | 1 – 0                                            | Odd Grenland                                     | Tommy Skjerven                                   | Ullevaal, Oslo                                   | 25.481                                           |
| 2003 | Rosenborg BK                                     | 3 – 1 nv                                         | FK Bodø/Glimt                                    | Terje Hauge                                      | Ullevaal, Oslo                                   | 25.447                                           |
| 2004 | SK Brann                                         | 4 – 1                                            | FK Lyn                                           | Espen Berntsen                                   | Ullevaal, Oslo                                   | 25.458                                           |
| 2005 | Molde FK                                         | 4 - 2 nv                                         | Lillestrøm SK                                    | Brage Sandmoen                                   | Ullevaal, Oslo                                   | 25.182                                           |
| 2006 | Fredrikstad FK                                   | 3 – 0                                            | Sandefjord Fotball                               | Tom Henning Øvrebø                               | Ullevaal, Oslo                                   | 25.102                                           |
| 2007 | Lillestrøm SK                                    | 2 – 0                                            | FK Haugesund                                     | Per Ivar Staberg                                 | Ullevaal, Oslo                                   | 24.361                                           |
| 2008 | Vålerenga IF                                     | 4 – 1                                            | Stabæk Fotball                                   | Svein Oddvar Moen                                | Ullevaal, Oslo                                   | 24.823                                           |
| 2009 | Aalesunds FK                                     | 2 – 2 ns (5-4)                                   | Molde FK                                         | Kristoffer Helgerud                              | Ullevaal, Oslo                                   | 25.500                                           |
| 2010 | Strømsgodset IF                                  | 2 – 0                                            | Follo FK                                         | Tom Harald Hagen                                 | Ullevaal, Oslo                                   | 24.500                                           |
| 2011 | Aalesunds FK                                     | 2 – 1                                            | SK Brann                                         | Svein-Erik Edvartsen                             | Ullevaal, Oslo                                   | 25.032                                           |
| 2012 | IL Hødd                                          | 1 – 1 ns (4-2)                                   | Tromsø IL                                        | Kjetil Sælen                                     | Ullevaal, Oslo                                   | 24.217                                           |
| 2013 | Molde FK                                         | 4 – 2                                            | Rosenborg BK                                     | Svein Oddvar Moen                                | Ullevaal, Oslo                                   | 24.824                                           |
| 2014 | Molde FK                                         | 2 – 0                                            | Odds BK                                          | Dag Vidar Hafsås                                 | Ullevaal, Oslo                                   | 26.528                                           |
| 2015 | Rosenborg BK                                     | 2 – 0                                            | Sarpsborg 08 FF                                  | Ken Henry Johnsen                                | Ullevaal, Oslo                                   | 26.507                                           |
| 2016 | Rosenborg BK                                     | 4 – 0                                            | Kongsvinger IL                                   | Tore Hansen                                      | Ullevaal, Oslo                                   | 26.912                                           |
| 2017 | Lillestrøm SK                                    | 3 – 2                                            | Sarpsborg 08 FF                                  | Ola Hobber Nilsen                                | Ullevaal, Oslo                                   | 25.091                                           |
| 2018 | Rosenborg BK                                     | 4 – 1                                            | Strømsgodset IF                                  | Trond Ivar Døvle                                 | Ullevaal, Oslo                                   | 22.182                                           |
| 2019 | Viking FK                                        | 1 – 0                                            | FK Haugesund                                     | Espen Eskås                                      | Ullevaal, Oslo                                   | 21.895                                           |
| 2020 | geen bekertoernooi in verband met coronapandemie | geen bekertoernooi in verband met coronapandemie | geen bekertoernooi in verband met coronapandemie | geen bekertoernooi in verband met coronapandemie | geen bekertoernooi in verband met coronapandemie | geen bekertoernooi in verband met coronapandemie |
| 2021-2022 | Molde FK                                         | 1-0                                              | FK Bodø/Glimt                                    | Rohit Saggi                                      | Ullevaal                                         | 19.567                                           |
| 2022-2023 | SK Brann                                         | 2-0                                              | Lillestrøm SK                                    | Tore Hansen                                      | Ullevaal                                         | 25.532                                           |
| 2023 | Molde FK                                         | 1-0                                              | FK Bodø/Glimt                                    | Kristoffer Hagenes                               | Ullevaal                                         | 19.178                                           |
| 2024 | Frederikstad FK                                  | 0-0 ns (5-4)                                     | Molde FK                                         | Sigurd Kringstad                                 | Ullevaal                                         | 23.058                                           |

## Prestaties per club
| Club                                    | Titels | Finalist | Winnaar in:                                                             |
| --------------------------------------- | ------ | -------- | ----------------------------------------------------------------------- |
| Fredrikstad FK                          | 12     | 7        | 1932, 1935, 1936, 1938 , 1940, 1950, 1957, 1961, 1966, 1984, 2006, 2024 |
| Rosenborg BK                            | 12     | 6        | 1960, 1964, 1971, 1988, 1990, 1992, 1995, 1999, 2003, 2015, 2016, 2018  |
| Odds BK Odd Grenland                    | 11 1   | 7 2      | 1903, 1904, 1905, 1906, 1913, 1915, 1919, 1922, 1924, 1926, 1931 2000   |
| SFK Lyn FK Lyn                          | 8      | 5 1      | 1908, 1909, 1910, 1911, 1945, 1946, 1967, 1968                          |
| Skeid Oslo                              | 8      | 3        | 1947, 1954, 1955, 1956, 1958, 1963, 1965, 1974                          |
| SK Brann                                | 7      | 9        | 1923, 1925, 1972, 1976, 1982, 2004, 2023                                |
| Sarpsborg FK Sarpsborg 08 FF            | 6      | 6 2      | 1917, 1929, 1939, 1948, 1949, 1951                                      |
| Viking FK                               | 6      | 5        | 1953, 1959, 1979, 1989, 2001, 2019                                      |
| Lillestrøm SK                           | 6      | 8        | 1977, 1978, 1981, 1985, 2007, 2017                                      |
| Molde FK                                | 6      | 3        | 1994, 2005, 2013, 2014, 2022, 2023                                      |
| Strømsgodset IF                         | 5      | 3        | 1969, 1970, 1973, 1991, 2010                                            |
| Ørn FK                                  | 4      | 4        | 1920, 1927, 1928, 1930                                                  |
| Vålerenga IF                            | 4      | 2        | 1980, 1997, 2002, 2008                                                  |
| SK Grane Nordstrand SFK Mercantile Oslo | 1 2    | 1        | 1902 1907, 1912                                                         |
| Mjøndalen IF                            | 3      | 5        | 1933, 1934, 1937                                                        |
| Frigg SK Oslo                           | 3      | 3        | 1914, 1916, 1921                                                        |
| SFK Bodø-Glimt FK Bodø-Glimt            | 1      | 1 4      | 1975 1993                                                               |
| Tromsø IL                               | 2      | 1        | 1986, 1996                                                              |
| Aalesunds FK                            | 2      |          | 2009, 2011                                                              |
| Kvik Fredrikshald                       | 1      | 2        | 1918                                                                    |
| IL Sparta                               | 1      |          | 1952                                                                    |
| Gjøvik-Lyn                              | 1      | 1        | 1962                                                                    |
| Moss FK                                 | 1      | 1        | 1983                                                                    |
| Bryne IL Bryne FK                       | 1      | 1        | 1987                                                                    |
| Stabæk Fotball                          | 1      | 1        | 1998                                                                    |
| IL Hødd                                 | 1      |          | 2012                                                                    |
| Sandefjord BK Sandefjord Fotball        |        | 2 1      |                                                                         |
| SK Haugar FK Haugesund                  |        | 2        |                                                                         |
| Porsgrunds FC Urædds BK                 |        | 1        |                                                                         |
| SK Vard Haugesund                       |        | 2        |                                                                         |
| Akademsisk FK Oslo                      |        | 1        |                                                                         |
| Fram Larvik                             |        | 1        |                                                                         |
| SBK Drafn Drammen                       |        | 1        |                                                                         |
| Drammens BK                             |        | 1        |                                                                         |
| Asker Fotball                           |        | 1        |                                                                         |
| Solberg SK                              |        | 1        |                                                                         |
| Larvik TIF                              |        | 1        |                                                                         |
| Sogndal IL                              |        | 1        |                                                                         |
| Fyllingen IL                            |        | 1        |                                                                         |
| Follo FK                                |        | 1        |                                                                         |

## Kampioensteams
- 2013 — Molde FK

Agnaldo, Aliou Coly, Andreas Hollingen, Børre Steenslid, Daniel Berg Hestad, Daniel Chima Chukwu, Eirik Hestad, Emmanuel Ekpo, Etzaz Hussain, Even Hovland, Fredrik Gulbrandsen, Ivar Erlien Furu, Jo Inge Berget, Joona Toivio, Joshua Alexander Gatt, Knut Olav Rindarøy, Lauri Dalle valle, Magnar Ødegård, Magne Hoseth, Magne Simonsen, Magnus Wolff Eikrem, Martin Linnes, Mats Møller Dæhli, Mattias Mostrøm, Ole Søderberg, Per-Egil Flo, Sander Svendsen, Tommy Høiland, Vegard Forren, Victor Johansen, Zlatko Tripic, Ørjan Håskjold Nyland. Trainer-coach: Ole Gunnar Solskjær.
- 2012 — IL Hødd

Ørjan Håskjold Nyland, Akeem Latifu, Steffen Moltu, Fredrik Klock, Victor Grodås, Fredrik Aursnes, BendikTorset, Erik Sandal, Sivert Heltne Nilsen, Vegard Heltne, Andreas Rekdal, Kjell Rune Sellin, Espen Standal, Eirik Heltne, Thomas Lid Kleppe, Pål Andre Helland, Michael Karlsen, Ruben-Kenneth Brandal, Elias Nonso Lala, Martin Haanes, Kazeem Ahmed, Christian Mork. Trainer-coach: Lars Arne Nilsen.
- 2011 — Aalesunds FK

Sten Grytebust, Jonatan Tollås Nation, Daniel Arnefjord, Enar Jaager, Jo Nymo Matland, Magnus Sylling Olsen, Sander Post, Jason Morrison, Demar Phillips, Fredrik Ulvestad, Michael Barrantes, Ville Jalasto, Edvard Skagestad, Peter Orry Larsen, Jonas Sandquist, Amund Skiri, Christian Myklebust, Lars Fuhre, Fredrik Carlsen, Solomon Okoronkwo, Jonathan Parr, Kjell Rune Sellin, Didrik Knutsen Fløtre, Adam Sellami Honningsvåg, Robert Sannes. Trainer-coach: Kjetil Rekdal.
- 2010 — Strømsgodset IF

Mohammed Abu, Joel Riddez, Adam Larsen Kwarasey, Glenn Brevik Andersen, Lars Sætra, Alexander Aas, Lars Christhoper Vilsvik, Alfred Sankoh, Andre Hanssen, Fredrik Nordkvelle, Jim Johansen, Marcus Pedersen, Muhamed Keita, Øyvind Storflor, Krister Aunan, Komlan Amewou, Petar Rnkovic, Jo Inge Berget, Ola Kamara, Jason Morrison, Gardar Johannsson, Mads Ryghseter. Trainer-coach: Ronny Deila.
- 2009 — Aalesunds FK

Anders Lindegaard, Ville Jalasto, Jonatan Tollås Nation, Amund Skiri, Jonathan Parr, Trond Fredriksen, Demar Phillips, Fredrik Carlsen, Johan Arneng, Diego Silva, Tor Hogne Aarøy, Khari Stephenson, Glenn Roberts, Pablo Herrera, Andreas Lie, Daniel Arnefjord, Enar Jääger, Alexander Mathisen, Peter Orry Larsen, Reinieri Mayorquín, Didrik Fløtre, Peter Kopteff. Trainer-coach: Kjetil Rekdal.
- 2008 — Vålerenga IF

Troy Perkins, Øyvind Bolthof, Freddy dos Santos, André Muri, Kjetil Wæhler, Erik Hagen, Allan Jepsen, Lars Iver Strand, Martin Andresen, Kristofer Hæstad, Morten Berre, Harmeet Singh, Daniel Fredheim Holm, Mohammed Abdellaoue, Jarl André Storbæk, Ronny Johnsen, Christer Jensen, Fredrik Carlsen, Bojan Zajić, Bengt Sæternes, Gunnar Heidar Thorvaldsson, Dan Thomassen, Glenn Roberts, Adnan Haidar, Luton Shelton. Speler-coach: Martin Andresen.
- 2007 — Lillestrøm SK

Otto Fredrikson, Anders Rambekk, Frode Kippe, Pål Steffen Andresen, Shane Stefanutto, Espen Søgård, Kasey Wehrman, Simen Brenne, Tore Andreas Gundersen, Khaled Mouelhi, Olivier Occéan, Arild Sundgot, Karim Essediri, Bjørn Helge Riise, Dan Anton Johansen, Johan Petter Winsnes, Pål Strand, Heinz Müller, Magnus Myklebust, Martin Husár en Marius Johnsen. Trainer-coach: Tom Nordlie.
- 2006 — Fredrikstad FK

Rami Shaaban, Pål Andre Czwartek, Bora Zivkovic, Are Tronseth, Trond Erik Bertelsen, Christian Berg, Michael Røn, Raymond Kvisvik, Martin Wiig, Øyvind Hoås, Tarik Elyounoussi, Christian Petersen, Hans Erik Ramberg, Brian West, Steinar Sørlie, Jørgen Magnussen, Raio Piiroja, Simen Brenne, John Anders Bjørkøy, Mihaly Toth, Tamas Szekeres, Patrik Gerrbrand, Miikka Multaharju, Hermanni Vuorinen, Anders Stadheim, Agim Shabani, Yherland MacDonald. Trainer-coach: Knut Torbjørn Eggen.
- 2005 — Molde FK

Knut Dørum Lillebakk, Trond Strande, Marcus Andreasson, Petter Christian Singsaas, Øyvind Gjerde, Stian Ohr, Magnus Kihlberg, Petter Rudi, Daniel Berg Hestad, Rob Friend, Madiou Konate, Toni Kallio, John Andreas Husøy, Mate Mavric, Erlend Omborstad, Dag Roar Ørsal, Tommy Eide Møster, Mitja Brulc, Øyvind Gram, Torgeir Hoås, Kai Røberg, Thomas Mork, Martin Høyem, Lars Ivar Moldskred, Torgeir Ruud Ramsli, Johan Nås. Trainer-coach: Bosse Johansson.
- 2004 — SK Brann

Håkon Opdal, Jan Tore Ophaug, Olafur Ørn Bjarnasson, Ragnvald Soma, Erlend Hanstveit, Martin Knudsen, Tom Sanne, Paul Scharner, Helge Haugen, Raymond Kvisvik, Arve Walde, Robbie Winters, Charlie Miller, Bengt Sæternes, Cato Guntvedt, Erlend Storesund, Egil Ulfstein, Tommy Knarvik, Seyi Olofinjana, Thomas Lund, Steinar Tenden, Thor Jørgen Spurkeland, Kristian Ystaas, Dylan Macallister. Trainer-coach: Mons Ivar Mjelde.
- 2003 — Rosenborg BK

Espen Johnsen, Christer Basma, Erik Hoftun, Vidar Riseth, Ståle Stensaas, Roar Strand, Ørjan Berg, Fredrik Winsnes, Øyvind Storflor, Frode Johnsen, Harald Martin Brattbakk, Jan Gunnar Solli, Azar Karadas, Torjus Hansén, Lars Blixt, Dagfinn Enerly, Odd Inge Olsen. Trainer-coach: Åge Hareide.
- 2002 — Vålerenga IF

Øyvind Bolthof, Freddy dos Santos, Knut Henry Haraldsen, Erik Hagen, Tom Henning Hovi, Pa-Modou Kah, Bjørn Arild Levernes, David Hanssen, Tobias Grahn, Johan Arneng, Ronny Döhli, Thomas Holm, Kristen Vikmäe, Petter Belsvik, Morten Bakke, Knut Hovel Heiaas, Jonas Krogstad, Stian Ohr. Speler-coach: Kjetil Rekdal.
- 2001 — Viking FK

Bo Andersen, Bjørn Dahl, Toni Kuivasto, Hannu Tihinen, Thomas Pereira, Tom Sanne, Trygve Nygaard, Brede Paulsen Hangeland, Morten Berre, Erik Nevland, Jørgen Tengesdal, Bjørn Berland, Kristian Sørli, Bjarte Lunde Aarsheim, Erik Fuglestad, Ben Wright. Trainer-coach: Benny Lennartsson.
- 2000 — Odd Grenland

Erik Holtan, Alexander Aas, Ronny Deila, Bård Borgersen, Jan Frode Nornes, Morten Fevang, Erik Pedersen, Sami Mahlio, Espen Hoff, Kim Larsen, Thomas Røed, Anders Rambekk, Tor Gunnar Johnsen, Christian Flindt-Bjerg, Erik Bo Andersen. Trainer-coach: Arne Sandstø.
- 1999 — Rosenborg BK

Jørn Jamtfall, Roar Strand, Bjørn Otto Bragstad, Erik Hoftun, André Bergdølmo, Fredrik Winsnes, Bent Skammelsrud, Ørjan Berg, Jan Derek Sørensen, John Carew, Jahn Ivar Jakobsen, Arni Gautur Arason, Bent Inge Johnsen, Tore André Dahlum, Christer Basma, Runar Berg, Børge Hernes, Sigurd Rushfeldt. Trainer-coach: Nils Arne Eggen.
- 1998 — Stabæk Fotball

Frode Olsen, Inge André Olsen, André Flem, John Arve Skistad, Christian Holter, Martin Andresen, Tommy Svindal-Larsen, Jesper Jansson, Tommy Stenersen, Petter Belsvik, Helgi Sigurdson, Thomas Finstad, Nicklas Svensson, Andreas Hauger, Axel Kolle, Rickard Ackon. Trainer-coach: Anders Linderoth.
- 1997 — Vålerenga IF

Tore Krogstad, Fredrik Kjølner, Thomas Berntsen, Bjørn Arild Levernes, Espen Haug, Kjell Roar Kaasa, Espen Musæus, Joachim Walltin, Bjørn Viljugrein, Knut Henry Haraldsen, John Carew, Fredrik Gärdemann, Håvard Lunde, Juro Kuvicek, Dag Riisnæs, Viggo Strømme, Kent Karlson, Svein Erik Pettersen. Trainer-coaches: Vidar Davidsen en Lars Tjernås.
- 1996 — Tromsø IL

Tor André Grenersen, Jonny Hansen, Steinar Nilsen, Arne Vidar Moen, Morten Kræmer, Per Egil Swift, Bjørn Johansen, Thomas Hafstad, Robin Berntsen, Ole Martin Årst, Sigurd Rushfeldt, Bjørn Ludviksen, Stian Larsen, Stein Berg-Johansen, Roar Christensen, Ole Andreas Nilsen. Trainer-coach: Terje Skarsfjord.
- 1995 — Rosenborg BK

Jørn Jamtfall, Bjørn Tore Kvarme, Erik Hoftun, Trond Egil Soltvedt, Ståle Stensaas, Tom Kåre Staurvik, Harald Brattbakk, Vegard Heggem, Steffen Iversen, Roar Strand, Bent Skammelsrud, Karl Petter Løken, Bjørn Otto Bragstad, Ola Bye Rise, Jahn Ivar Jakobsen, Arne Winsnes, Espen Solheim, Jon Olav Hjelde. Trainer-coaches: Nils Arne Eggen en Bjørn Hansen.
- 1994 — Molde FK

Morten Bakke, José María Glaría, Ulrich Møller, Berdon Sønderland, Tarje Jakobsen, André Nevstad, Petter Rudi, Tor Gunnar Johnsen, Arild Stavrum, Ole Bjørn Sundgot, Daniel Berg Hestad, Trond Strande, Sindre Rekdal, Knut Anders Fostervold, Jan Berg, Kjetil Rekdal. Trainer-coach: Åge Hareide.
- 1993 — FK Bodø-Glimt

Rohnny Westad, Ola Haldorsen, Charles Berstad, Andreas Evjen, Runar Berg, Tom Kåre Staurvik, Tommy Hansen, Aasmund Bjørkan, Bent Inge Johnsen, Harald Brattbakk, Tor-Arne Aga, Thor Mikalsen, Petter Solli, Ivar Morten Normark. Speler-coach: Trond Sollied.
- 1992 — Rosenborg BK

Ola By Rise, Trond Henriksen, Rune Tangen, Bjørn Otto Bragstad, Stig Inge Bjørnebye, Kåre Ingebrigtsen, Øivind Leonhardsen, Bent Skammelsrud, Karl Petter Løken, Gøran Sørloth, Tore André Dahlum, Øyvind Husby, Roar Strand. Trainer-coach: Nils Arne Eggen.
- 1991 — Strømsgodset IF

Frode Olsen, Vegard Hansen, Arne Gustavsen, Frode Johannessen, Arne Erlandsen, Jan Wendelborg, Robert Pedersen, Glenn Knutsen, Trond Nordeide, Geir Andersen, Halvor Storskogen, Odd Johnsen, Juro Kuvicek, Kenneth Nysæther. Trainer-coaches: Tor Røste Fossen en Einar Sigmundstad.
- 1990 — Rosenborg BK

Ola By Rise, Øivind Husby, Trond Sollied, Knut Torbjørn Eggen, Trond Henriksen, Kåre Ingebrigtsen, Sverre Brandhaug, Ørjan Berg, Karl Petter Løken, Gøran Sørloth, Jahn Ivar Jakobsen, Roar Strand, Runar Berg. Trainer-coach: Nils Arne Eggen.
- 1989 — Viking FK

Lars Gaute Bø, Kent Christiansen, Ingve Bøe, Roger Nilsen, Svein Fjælberg, Egil Fjetland, Trond Egil Soltvedt, Per Holmberg, Kjell Jonevret, Alf Kåre Tveit, Jan Fjetland, Rune Gjerde, Endre Tangen, Geir Malmedal, Tore Haugvaldstad, Kåre Langesæter, Ivar Hauge. Trainer-coach: Benny Lennartsson.
- 1988 — Rosenborg BK

Ola By Rise, Karl Petter Løken, Trond Sollied, Geir Olav Bøgseth, Trond Henriksen, Kåre Ingebrigtsen, Sverre Brandhaug, Ørjan Berg, Per Joar Hansen, Gøran Sørloth, Jahn Ivar Jakobsen, Jan Hansen, Bård Wiggen, Arne Linn, Knut Torbjørn Eggen, Trond Sundby. Trainer-coach: Nils Arne Eggen.
- 1987 — Bryne IL

Lars Gaute Bø, Kolbjørn Ekker, Bjørn Gulden, Geir Giljarhus, Leif Rune Salte, Roar Pedersen, Hugo Hansen, Tor Fosse, Paal Fjeldstad, Jan Madsen, Paul Folkvord, Arne Larsen Økland, Børre Meinseth, Stig Norheim, Bjarne Lodden, Kjetil Sigurdsen. Trainer-coach: Bjarne Berntsen.
- 1986 — Tromsø IL

Bjarte Flem, Nils Solstad, Tore Nilsen, Tor Pedersen, Trond Steinar Albertsen, Truls Jenssen, Lars Espejord, Tore Rismo, Sigmund Forfang, Trond Johansen, Per Høgmo, Gunnar Gamst, Yngvar Bendiksen, Eivind Andreassen, Lars Bang, Jan V. Nilsen. Trainer-coach: Arne Andreassen.
- 1985 — Lillestrøm SK

Arne Amundsen, Ole Dyrstad, Georg Hammer, Bård Bjerkeland, Tor Inge Smedås, Rune Richardsen, Kjetil Osvold, Arne Erlandsen, Tom Sundby, Joar Vaadal, André Krogsæther, Gunnar Halle, Bjørnar Erlandsen, Bjarne Sognnæs. Trainer-coach: Tom Lund.
- 1984 — Fredrikstad FK

Jan Erik Olsen, Lars Sørlie, Per Egil Ahlsen, Hans Deunk, Espen Engebretsen, Jan Erik Audsen, Terje Jensen, Reidar Lund, Vidar Hansen, Jørn Andersen, Atle Kristoffersen, Vidar Kristoffersen, Morten Thomassen, Arild Andreassen, Tom Espen Fingarsen, Åge Wiggo Hansen, Henning Johannesen. Trainer-coach: Per Mosgaard.
- 1983 — Moss FK

Nils Espen Eriksen, Rune Gjestrumbakken, Tore Gregersen, Morten Vinje, Svein Grøndalen, Jan Rafn, Stein Kollshaugen, Per Heliasz, Ole Johnny Henriksen, Geir Henæs, Brede Halvorsen, Hans Deunk, Odd Skauen, Pål Grønstad. Trainer-coach: Per Mosgaard.
- 1982 — SK Brann

Stein Norstad, Hans Brandtun, Bjørn Brandt, Tor Strand, Asgeir Kleppa, Kjell Rune Pedersen, Arne Møller, Neil McLeod, Ingvar Dahlhaug, Finn Einar Krogh, Geir Austvik, Øivind Pettersen, Terje Rolland, Paul Danielsen, Tor Åge Johansen. Trainer-coach: Arve Mokkelbost.
- 1981 — Lillestrøm SK

Arne Amundsen, Erik Soler, Frank Grønlund, Tore Kordahl, Tor Inge Smedås, Bård Bjerkeland, Ole Dyrstad, Gunnar Lønstad, André Krogsæther, Tom Lund, Roger Sjåstad, Tor Helge Bergan, Jon Erik Andersen, Stein Eilertsen, Arne Dokken. Trainer-coach: Kjell Schou Andreassen.
- 1980 — Vålerengens IF

Tom Jacobsen, Petter Morstad, Ernst Pedersen, Stein Pedersen, Tor Brevik, Arnfinn Moen, Tom Jacobsen, Vidar Davidsen, Erik Foss, Morten Haugen, Terje Olsen, Yngve Andersen, Stein Madsen, Lars Petter Røise. Trainer-coach: Leif Eriksen.
- 1979 — IL Viking

Erik Johannessen, Bjarne Berntsen, Tor Reidar Brekke, Per Henriksen, Tonning Hammer, Inge Valen, Svein Fjælberg, Svein Kvia, Finn Einar Krogh, Trygve Johannessen, Isak Arne Refvik, Trond Ekholdt, Torbjørn Svendsen, Magnus Flatestøl. Trainer-coach: Tony Knapp.
- 1978 — Lillestrøm SK

Arne Amundsen, George Hammer, Jan Birkelund, Tore Kordahl, Per Berg, Leif Hansen, Øivind Tomteberget, Gunnar Lønstad, Frank Grønlund, Tom Lund, Vidar Hansen, Arne Dokken, Rolf Nordberg. Trainer-coach: Joe Hooley.
- 1977 — Lillestrøm SK

Arne Amundsen, Rune Hansen, Jan Birkelund, Tore Kordahl, Georg Hammer, Gunnar Lønstad, Tor Egil Johansen, Frank Grønlund, Terje Olsen, Erik Karlsen, Tom Lund, Leif Hansen, Frank Tømmervåg, Per Brogeland. Trainer-coach: Joe Hooley.
- 1976 — SK Brann

Jan Knudsen, Tore Nordtvedt, Per Egil Pedersen, Helge Karlsen, Atle Bilsback, Egil Austbø, Atle Hellesø, Ingvald Huseklepp, Neil McLeod, Steinar Aase, Bjørn Tronstad, Rune Pedersen, Frode Larsen, Endre Blindheim. Trainer-coach: Bill Elliott.
- 1975 — S&FK Bodø/Glimt

Jon Abrahamsen, Trond Tidemand, Einar Kolstad, Tor Eriksen, Arild Olsen, Harald Berg, Jacob Klette, Ove Andreassen, Arne Hanssen, Terje Mørkved, Sturla Solhaug, Trygve Nygård, Truls Klausen. Speler-coach: Oddbjørn Kristoffersen.
- 1974 — Skeid Oslo

Per Egil Nygård, Harald Gjedtjernet, Jan Birkelund, Per Chr.Olsen, Georg Hammer, Trygve Bornø, Tor Egil Johansen, Frank Olafsen, Bjørn Skjønsberg, Stein Thunberg, Kai Arild Lund, Terje Nikolaysen. Trainer-coach: Brede Borgen.
- 1973 — Strømsgodset IF

Inge Thun, Per Rune Wøllner, Johnny Vidar Pedersen, Tor Alsaker-Nøstdahl, Svein Dahl Andersen, Odd Arild Amundsen, Finn Aksel Olsen, Bjørn Odmar Andersen, Thorodd Presberg, Steinar Pettersen, Ingar Pettersen, Bjørn Erik Halvorsen, Helge Karlsen, Runar Larsen. Trainer-coach: Erik Eriksen.
- 1972 — SK Brann

Oddvar Træen, Helge Karlsen, Rune Pedersen, Ole Kobbeltvedt, Erling Mikkelsen, Tore Nordtvedt, Frode Larsen, Kjell Øyasæter, Arnfinn Espeseth, Roald Jensen, Jan Erik Osland, Torgeir Hauge, Atle Bilsback, Bjørn Dahl, Øystein Skudal. Trainer-coach: Ray Freeman.
- 1971 — Rosenborg BK

Geir Karlsen, Erling Meirik, Kåre Rønnes, Bjørn Rime, Knut Jenssen, Jan Christiansen, Erling Næss, Arne Hanssen, Bjørn Wirkola, Tore Lindseth, Terje Mørkved, Tor Røste Fossen, Hans Husabø, Per Loraas, Svein Haagenrud. Trainer-coach: Nils Arne Eggen.
- 1970 — Strømsgodset IF

Inge Thun, Arild Mathisen, Jan Kristiansen, Tor Alsaker-Nøstdahl, Erik Eriksen, Odd Arild Amundsen, Egil Olsen, Bjørn Odmar Andersen, Steinar Pettersen, Thorodd Presberg, Ingar Pettersen, Ole Johnny Friise, Håvard Beckstrøm, Johnny Vidar Pedersen, Sverre Rørvik, Per Rune Wøllner. Trainer-coach: Einar Larsen.
- 1969 — Strømsgodset IF

Inge Thun, Arild Mathisen, Jan Kristiansen, Tor Alsaker-Nøstdahl, Erik Eriksen, Johnny Vidar Pedersen, Egil Olsen, Odd Arild Amundsen, Steinar Pettersen, Thorodd Presberg, Ingar Pettersen, Ole Johnny Friise, Per Rune Wøllner, Bjørn Odmar Andersen, Håvard Beckstrøm. Trainer-coach: Einar Larsen.
- 1968 — SFK Lyn Oslo

Svein Bjørn Olsen, Jan Rodvang, Helge Østvold, Andreas Morisbak, Knut Kolle, Knut Berg, Karl Johan Johannessen, Jan Berg, Harald Berg, Ola Dybwad Olsen, Jon P. Austnes, Alf H.Braathen, Trygve Christophersen, Sveinung Aarnseth. Trainer-coach: Knut Osnes.
- 1967 — SFK Lyn Oslo

Svein Bjørn Olsen, Jan Rodvang, Kjell Saga, Helge Østvold, Knut Kolle, Svein Bredo Østlien, Andreas Morisbak, Jan Berg, Harald Berg, Ola Dybwad Olsen, Knut Berg, Reidar Tessem, Tom Ørehagen, Sveinung Aarnseth. Trainer-coach: Knut Osnes.
- 1966 — Fredrikstad FK

Per Mosgaard, Kjell Andreassen, Jan Hermansen, Arne Pedersen, Hans Jacob Mathisen, Roar Johansen, Bjørn Borgen, Tore Hansen, Per Kristoffersen, Thor Spydevold, Jan Aas. Trainer-coach: Bjørn Spydevold.
- 1965 — Skeid Oslo

Kjell Kaspersen, Ragnar Næss, Kjell Wangen, Jan Gulbrandsen, Frank Olafsen, Finn Thorsen, Erik Mejlo, Per Egil Bjørnsen, Terje Gulbrandsen, Trygve Bornø, Kai Sjøberg, Pål Sætrang, Terje Kristoffersen. Trainer-coach: Øivind Johannessen.
- 1964 — Rosenborg BK

Sverre Fornes, Knut Jensen, Kjell Hvidsand, Kåre Rønnes, Harald Gulbrandsen, Egil Nygaard, Tore Pedersen, Birger Thingstad, Tore Lindvåg, Eldar Hansen, Tor Kleveland. Trainer-coach: Knut Næss.
- 1963 — Skeid Oslo

Kjell Kaspersen, Kjell Wangen, Finn Haglund, Finn Tøraasen, Frank Olafsen, Finn Thorsen, Erik Mejlo, Terje Gulbrandsen, Jan Mathisen, Bjørn Elvenes, Kai Sjøberg, Pål Sætrang, Terje Kristoffersen, Jan Gulbrandsen. Trainer-coach: Brede Borgen.
- 1962 — Gjøvik-Lyn

Stein Morris Mellum, Rolf Hagen, Arne Amundsen, Knut Iversen, Odd Hermansen, Håkon Skattum, Einar Opstad, Kjell Kolberg, Rolf Bjørn Backe, Erik Johansen, Knut Solbrekken. Trainer-coach: Thorbjørn Lønstad.
- 1961 — Fredrikstad FK

Per Mosgaard, Kjell Andreassen, Tom Johannessen, Roar Johansen, Hans Jacob Mathisen, Reidar Kristiansen, Bjørn Borgen, Arne Pedersen, Per Kristoffersen, Rolf Olsen, Jan Aas. Trainer-coach: Ferdinand Schaffer.
- 1960 — Rosenborg BK

Sverre Fornes, Nils Arne Eggen, Kjell Hvidsand, Olav Wang, Harald Gulbrandsen, Egil Nygaard, Eldar Hansen, Birger Thingstad, Paul Fornes, Kåre Rønnes, Svend E. Jacobsen. Trainer-coaches: Knut Næss en Olav Wang.
- 1959 — IL Viking

Sverre Andersen, Otto Hermansen, Leif Nicolaisen, Kåre Bjørnsen, Edgar Falch, Sigurd Wold, Rolf Bjørnsen, Olav Nilsen, Åsbjørn Skjærpe, Gustav Hult, Hans Andersen. Trainer-coach: William Danielsen.
- 1958 — Skeid Oslo

Øivind Johannessen, Arne Winther, Finn Tøraasen, Jan Gulbrandsen, Leif Belgen, Knut Andersen, Jan Erik Wold, Hans Nordahl, Harald Hennum, Per Tidemann, Sverre Dreier. Trainer-coach: Gustav Rehn.
- 1957 — Fredrikstad FK

Per Mosgaard, Roar Johansen, Åge Spydevold, Arne Pedersen, Reidar Kristiansen, Leif Pedersen, Bjørn Borgen, Tore Nilsen, Per Kristoffersen, Henry Johannessen, Willy Olsen. Trainer-coach: Erik Holmberg.
- 1956 — Skeid Oslo

Øivind Johannessen, Arne Winther, Knut Gudem, Jan Gulbrandsen, Leif Belgen, Jack Farem, Jan Erik Wold, Hans Nordahl, Harald Hennum, Finn Gundersen, Bernhard Johansen. Trainer-coach: Brede Borgen.
- 1955 — Skeid Oslo

Øivind Johannessen, Arne Winther, Knut Gudem, Jan Gulbrandsen, Leif Belgen, Finn Gundersen, Jan Erik Wold, Hans Nordahl, Harald Hennum, Bernhard Johansen, Jack Farem. Trainer-coach: Brede Borgen.
- 1954 — Skeid Oslo

Øivind Johannessen, Arne Winther, Knut Gudem, Jan Gulbrandsen, Leif Belgen, Finn Gundersen, Arvid Halvorsen, Hans Nordahl, Harald Hennum, Bernhard Johansen, Sverre Olsen. Trainer-coach: Brede Borgen.
- 1953 — IL Viking

Peder Svendsen, Bjarne Kindervåg, Lauritz Abrahamsen, Kåre Bjørnsen, Edgar Falch, Victor Bergsten, Kåre Ingvaldsen, Rolf Bjørnsen, Karl Bøe, Hilmar Paulsen, Håkon Kindervåg. Trainer-coach: Georg Monsen.
- 1952 — IL Sparta

Asbjørn Hansen, Guttorm Nicolaysen, Brede Svendsen, Karsten Hansen, Einar Bråthe, Roger Pedersen, Arne Olsen, Knut Sørensen, Odd Wang Sørensen, Evald Nilsen, Egil Johansen. Trainer-coach: Arne Strøm.
- 1951 — Sarpsborg FK

Rolf Bakke Olsen, Finn Moen, Thor Lunde, Gunnar Hansen, Gunnar Eide, Odd Pettersen, Leif Korneliussen, Jacob Johansen, Ottar Nilsen, Einar Fredriksen, Knut Andersen. Trainer-coach: Dagfinn Johansen.
- 1950 — Fredrikstad FK

Kjell Huth, Åge Spydevold, Odd Karlsen, Bjørn Spydevold, Erik Holmberg, Odd Andersen, Thorleif Larsen, Leif Pedersen, Odd Aas, Henry Johannessen, Willy Olsen. Trainer-coach: geen.
- 1949 — Sarpsborg FK

Hjalmar Minge, Finn Moen, Olaf Johansen, Gunnar Hansen, Gunnar Eide, Einar Fredriksen, Arne Olsen, John Mathiesen, Villy Andresen, Harry Yven, Knut Andersen. Trainer-coach: Vilem Cerveny.
- 1948 — Sarpsborg FK

John Olsen, Finn Moen, Olaf Johansen, Gunnar Hansen, Gunnar Eide, Hjalmar Andresen, Einar Fredriksen, Jacob Johansen, Villy Andresen, Harry Yven, Knut Andersen. Trainer-coach: James Cuthrie.
- 1947 — Skeid Oslo

Petter Due, Sigurd Smestad, Gustav Rehn, Knut Andersen, John Bøhleng, Willy Sundblad, Henry Mathiesen, Brede Borgen, Hans Nordahl, Paul Sætrang, Kjell Anker Hansen. Trainer-coach: Vilem Cerveny.
- 1946 — SFK Lyn Oslo

Tom Blohm, Eugen Hansen, Øivind Holmsen, Eilert Eilertsen, Kristian Henriksen, Adalbert Kjellberg, Marlow Bråthen, Lloyd Pettersen, Knut Osnes, Harry Boye Karlsen, Arne Brustad. Trainer-coach: Jørgen Juve.
- 1945 — SFK Lyn Oslo

Tom Blohm, Eugen Hansen, Harry Boye Karlsen, Øivind Holmsen, Eilert Eilertsen, Kristian Henriksen, Adalbert Kjellberg, Marlow Bråthen, John Sveinsson, Knut Osnes, Magnar Isaksen, Arne Brustad. Trainer-coach: Jørgen Juve.
- 1940 — Fredrikstad FK

Hans Hansen, Rolf Johannessen, Bjørn Berger, Gunnar Andreassen, Håkon Johannessen, Reidar Olsen, Thorleif Larsen, Bjørn Spydevold, Knut Brynildsen, Kjell Moe, Arne Ileby.
- 1939 — Sarpsborg FK

Rolf Bakke Olsen, Finn Moen, Olaf Johansen, Arne Klausen, Arve Strand, Hjalmar Andresen, Arne Eriksen, Johnny Hauge, Olav Navestad, Harry Yven, Einar Fredriksen, Tøger Torp.
- 1938 — Fredrikstad FK

Georg Schuster, Rolf Johannessen, Kjell Pettersen, Gunnar Andreassen, Håkon Johannessen, Reidar Olsen, Thorleif Larsen, Sten Moe, Knut Brynildsen, Odd Andersen, Arne Ileby.
- 1937 — Mjøndalen IF

Sverre Nordby, Roald Amundsen, Hans Andersen, Arthur Simensen, Oddmund Andersen, Åge Nilsen, Bjarne Pettersen, Einar Andersen, Jørgen Hval, Trygve Halvorsen, Harald Temte.
- 1936 — Fredrikstad FK

Georg Schuster, Rolf Johannessen, Kjell Pettersen, Gunnar Andreassen, Håkon Johannessen, Morten Pettersen, Finn Johannesen, Sten Moe, Knut Brynildsen, Arne Børresen, Arne Ileby.
- 1935 — Fredrikstad FK

Georg Schuster, Rolf Johannessen, Kjell Pettersen, Gunnar Andreassen, Håkon Johannessen, Morten Pettersen, Finn Johannesen, Sten Moe, Knut Brynildsen, Arne Børresen, Arne Ileby.
- 1934 — Mjøndalen IF

Sverre Nordby, Oscar Skjønberg, Hans Andersen, Arthur Simensen, Oddmund Andersen, Bjarne Pettersen, Sigurd Andersen, Einar Andersen, Jørgen Hval, Trygve Halvorsen, Arthur Andersen.
- 1933 — Mjøndalen IF

Sverre Nordby, Oscar Skjønberg, Hans Andersen, Arthur Simensen, Fritz Hansen, Bjarne Pettersen, Sigurd Andersen, Einar Andersen, Jørgen Hval, Trygve Halvorsen, Arthur Andersen.
- 1932 — Fredrikstad FK

Ivar Olsen, Ragnvald Olsen, Egil Brenna Lund, Oscar Nilsen, Håkon Johannessen, Just Johannesen, Finn Johannesen, Sten Moe, Sverre Moe, Arne Børresen, Morten Pettersen.
- 1931 — Odds BK

Arne Tingberg, Nils Eriksen, Thaulow Goberg, Ernst Jacobsen, Henry Thorsen, Didrik Christensen, Olav Gundersen, Arne Gulbrandsen, William Eriksen, Jan Egeland, Ragnar Pedersen, Sigurd Johansen.
- 1930 — FK Ørn

Gunnar Jacobsen, Knut Ellingsrud, Fritz Fritzon, Gudmund Fredriksen, Kjell Halvorsen, Sverre Johansen, Egil Jacobsen, Sverre Fredriksen, Gunnar Dahl, Bjørn Olsen, Alf Nielsen.
- 1929 — Sarpsborg FK

Henry Simensen, Erling Lindberg, Arne Ludvigsen, Thorstein Simensen, Rolf Norwall, Bredo Wass, Arne Yven, Georg Olsen, Alf Simensen, Harald Gundersen, Harry Yven.
- 1928 — FK Ørn

Gunnar Jacobsen, Knut Ellingsrud, Ingar Pedersen, Yngvar Nustad, Kjell Halvorsen, Fritz Fritzon, Egil Jacobsen, Sverre Fredriksen, Gunnar Dahl, Oscar Thorstensen, Gudmund Fredriksen.
- 1927 — FK Ørn

Gunnar Jacobsen, Knut Ellingsrud, Ingar Pedersen, Aage Larsen, Kjell Halvorsen, Harald Strøm, Sverre Fredriksen, Oscar Thorstensen, Egil Jacobsen, Gunnar Dahl, Gudmund Fredriksen.
- 1926 — Odds BK

Gunnar Christensen, Erling Lunde, Thaulow Goberg, Tidemand Nilsen, Sigurd Eek, Ronald Haakonsen, Olav Gundersen, Haakon Haakonsen, Berthel Ulrichsen, Einar Gundersen, Martinius Kristoffersen.
- 1925 — SK Brann

Hugo Hofstad, Johan Greve, John Johnsen, Odd Rasmussen, Alexander N. Olsen, Bjarne Johnsen, Folke Kirkemo, Kaare Kongsvik, Finn Berstad, Arthur Jensen, Herbert Lunde.
- 1924 — Odds BK

Ingolf Pedersen, Erling Lunde, Thaulow Goberg, Tidemand Nilsen, Sigurd Eek, Ronald Haakonsen, Olav Gundersen, Haakon Haakonsen, Berthel Ulrichsen, Einar Gundersen, Martinius Kristoffersen.
- 1923 — SK Brann

Hugo Hofstad, John Johnsen, Bjørn Berstad, Laurentius Eide, Alexander N. Olsen, Johan Juuhl, Folke Kirkemo, Caspar Trumpy, Bjarne Johnsen, Finn Berstad, Herbert Lunde.
- 1922 — Odds BK

Ingolf Pedersen, Peder Henriksen, Thaulow Goberg, Tidemand Nilsen, Sigurd Eek, Ronald Haakonsen, Nils Thorstensen, Haakon Haakonsen, Berthel Ulrichsen, Einar Gundersen, Martinius Kristoffersen.
- 1921 — Frigg SK Oslo

Gustav Magnussen, Birger Eriksen, Yngvar Tørnros, Georg Deans, Ellef Mohn, Fritz Semb-Thorstvedt, Einar Hansen, Hans Dahl, Gelland Nilsen, Rolf Semb-Thorstvedt, Trygve Smith.
- 1920 — FK Ørn

Thorbjørn Falkenberg, Kristian Johnsen, Leif Andersen, Reidar Høilund, Emil Hansen, Fritz Amundsen, Egil Jacobsen, Michael Paulsen, Harald Strøm, Ingar Pedersen, Gudmund Fredriksen.
- 1919 — Odds BK

Ingolf Pedersen, Thaulow Goberg, Peder Henriksen, H. Halvorsen, Per Haraldsen, Tidemand Nilsen, Nils Thorstensen, Haakon Haakonsen, Sverre Andersen, Einar Gundersen, Jonas Aas.
- 1918 — Kvik Fredrikshald

Ola Paulsen, Johan Svendsen, Otto Klein, Ola Paulsbo, Thomas Andresen, Fritz Karlsen, Peder Puck, Alf Flinth, Johnny Helgesen, Arne Andersen, Hartvig Olavesen.
- 1917 — Sarpsborg FK

Ingvald Martinsen, Brun Hansen, Henry Hansen, Petter Pedersen, Asbjørn Halvorsen, Peder Jensen, Einar Andersen, Einar Nordlie, Erling Gustavsen, Alf Simensen, Per Holm.
- 1916 — Frigg SK Oslo

Arne Wendelborg, Yngvar Kopsland, Georg Waitz, Thorbjørn Damgaard, Georg Hartmann-Hansen, Fritz Semb-Thorstvedt, Einar Hansen, David Andersen, Ragnvald Smedvik, Bjarne Olsen, Trygve Smith.
- 1915 — Odds BK

Ingolf Pedersen, Otto Aulie, Per Skou, Andreas Skou, Peder Henriksen, Bjarne Gulbrandsen, Henry Reinholdt, Nils Thorstensen, Sverre Andersen, Einar Gundersen, Jonas Aas.
- 1914 — Frigg SK Oslo

Arne Wendelborg, Yngvar Kopsland, Thorleif Limseth, Thorbjørn Damgaard, Sigurd Rasmussen, Ragnvald Smedvik, Einar Hansen, David Andersen, Torkel Trædal, Rolf Nestor, Trygve Smith.
- 1913 — Odds BK

Ingolf Pedersen, Otto Aulie, Per Skou, Bjarne Gulbrandsen, Peder Henriksen, Thoralf Grubbe, Henry Reinholdt, Sverre Andersen, Per Haraldsen, Rolf Haakonsen, Jonas Aas.
- 1912 — SFK Mercantile Oslo

Sverre Lie, Macken Widerøe Aas, Einar Friis Baastad, Fredrik Holmsen, Harald Johansen, Carl Frølich Hanssen, Rolf Aas, Sigurd Brekke, Hans Endrerud, Kaare Engebretsen, Eystein Holmsen.
- 1911 — SFK Lyn Oslo

Reidar Amble Ommundsen, Paul Due, Per Skou, Erling Andersen, Nikolai Ramm Østgaard, Ragnar Waldrop, Ragnvald Heyerdahl-Larsen, Kristian Krefting, Victor Nysted, Rolf Maartmann, Erling Maartmann.
- 1910 — SFK Lyn Oslo

August Heiberg Kahrs, Alf Paus, Paul Due, Nikolai Ramm Østgaard, Erling Lorck, Henrik Nordby, Ragnvald Heyerdahl-Larsen, Kristian Krefting, Victor Nysted, Rolf Maartmann, Erling Maartmann.
- 1909 — SFK Lyn Oslo

August Heiberg Karhs, Ola Thygesen, Paul Due, Henrik Nordby,Erling Lorck, Hjalmar Syversen, Alf Paus, Knut Heyerdahl-Larsen, Victor Nysted, Rolf Maartmann, Erling Maartmann.
- 1908 — SFK Lyn Oslo

August Heiberg Kahrs, Ola Thygesen, Hjalmar Syversen, Erling Lorck, Henrik Nordby, Henning Wiese, Knut Heyerdahl-Larsen, Victor Nysted, Nikolai Ramm Østgaard, Erling Maartmann, Rolf Maartmann.
- 1907 — SFK Mercantile Oslo

Sverre Lie, Macken Widerøe Aas, Einar Friis Baastad, Wilhelm Brekke, Sverre Erichsen, Harald Johansen, Oscar Gundersen,Hans Endrerud, Carl Frølich Hanssen, Norman Minotti Bøhn, Andreas Gjølme.
- 1906 — Odds BK

Jacob Abrahamsen, Guttorm Hol, Øivind Gundersen, Bernhart Halvorsen, Fritjof Nilsen, Øivind Stensrud, Otto Olsen, Harbo Madsen, Johan Nilsen, Berthold Pettersen, Daniel Gasmann.
- 1905 — Odds BK

Andrew Johnsen, Guttorm Hol, Erling Jensen, Bernhart Halvorsen,Fritjof Nilsen, Ingvald Ustad, Petter Hol, Johan Nilsen, Øivind Gundersen, Berthold Pettersen, Daniel Gasmann.
- 1904 — Odds BK

Andrew Johnsen, Guttorm Hol, Erling Jensen, Bernhart Halvorsen,Fritjof Nilsen, Gustav Isaksen, Petter Hol, Harbo Madsen, Øivind Gundersen, Berthold Pettersen, Daniel Gasmann.
- 1903 — Odds BK

Andrew Johnsen, Guttorm Hol, Erling Jensen, John Schrøder, Paul Riis, Gustav Isaksen, Petter Hol, Finn Münster, Øivind Gundersen, Berthold Pettersen, Daniel Gasmann.
- 1902 — SK Grane Nordstrand

Anton Endrerud, Carl Blix, Bjarne Vig, Sverre Strand, Wilh.Wettergreen, Sverre Neergaard, Olaf Olsen, Walter Aiggeltinger, Emil Wettergreen, Eivind Thune-Larsen, Theodor Dürendahl.
1902 ·
1903 ·
1904 ·
1905 ·
1906 ·
1907 ·
1908 ·
1909 ·
1910 ·
1911 ·
1912 ·
1913 ·
1914 ·
1915 ·
1916 ·
1917 ·
1918 ·
1919 ·
1920 ·
1921 ·
1922 ·
1923 ·
1924 ·
1925 ·
1926 ·
1927 ·
1928 ·
1929 ·
1930 ·
1931 ·
1932 ·
1933 ·
1934 ·
1935 ·
1936 ·
1937 ·
1938 ·
1939 ·
1940 ·
1941 – 1944 · 
1945 ·
1946 ·
1947 ·
1948 ·
1949 ·
1950 ·
1951 ·
1952 ·
1953 ·
1954 ·
1955 ·
1956 ·
1957 ·
1958 ·
1959 ·
1960 ·
1961 ·
1962 ·
1963 ·
1964 ·
1965 ·
1966 ·
1967 ·
1968 ·
1969 ·
1970 ·
1971 ·
1972 ·
1973 ·
1974 ·
1975 ·
1976 ·
1977 ·
1978 ·
1979 ·
1980 ·
1981 ·
1982 ·
1983 ·
1984 ·
1985 ·
1986 ·
1987 ·
1988 ·
1989 ·
1990 ·
1991 · 
1992 · 
1993 · 
1994 · 
1995 · 
1996 · 
1997 · 
1998 · 
1999 · 
2000 · 
2001 ·
2002 ·
2003 ·
2004 ·
2005 ·
2006 ·
2007 ·
2008 ·
2009 ·
2010 ·
2011 ·
2012 ·
2013 ·
2014 ·
2015 ·
2016 ·
2017 ·
2018 ·
2019 ·
2020